# أليكساندر فالتسيتاس
أليكساندر فالتسيتاس (بالسويدية: Alexander Faltsetas) (4 يوليو 1987 بغوتنبرغ في السويد - ) هو لاعب كرة قدم سويدي في مركز الوسط. شارك مع منتخب السويد تحت 19 سنة لكرة القدم. أما مع النوادي، فقد لعب مع غيفلي ونادي براغي ونادي غوتبورغ ونادي يورغوردينس وفاسترا فرولندا ‏ وFC Trollhättan ‏.

## روابط خارجية
- أليكساندر فالتسيتاس على موقع اتحاد السويد (السويدية)
- أليكساندر فالتسيتاس على موقع قاعدة بيانات كرة القدم.إي يو (الإنجليزية)
- أليكساندر فالتسيتاس على موقع Soccerway.com (الإنجليزية)